# Panhard & Levassor Type X23
Der Panhard & Levassor Type X23 ist ein Pkw-Modell der 1910er Jahre. Hersteller war Panhard & Levassor in Frankreich.

## Beschreibung
Die Fahrzeuge haben einen ventillosen Schiebermotor nach einer Lizenz von Charles Yale Knight. Im Motorcode „SK4F“ steht das „K“ für Knight und die „4“ für die Anzahl der Zylinder.
Der Vierzylinder-Reihenmotor hat 105 mm Bohrung, 140 mm Hub und 4849 cm³ Hubraum. Er wurde auch 20 CV genannt. Die Leistung des Frontmotors wird über ein Vierganggetriebe und eine Kardanwelle an die Hinterachse übertragen.
Der Radstand beträgt maximal 354 cm.
Die Karosseriebauformen Tourenwagen und Limousine sind bekannt.
Die Produktion lief von Oktober 1913 bis 1916. In den einzelnen Kalenderjahren wurden 11, 239, 54 und 2 Fahrzeuge hergestellt. Zusammen sind das 306 Fahrzeuge, von denen 93 exportiert wurden. Ein Fahrzeug ist erhalten geblieben.
Die Nachfolgemodelle Type X29 (1917–1922), Type X35 (1922–1925), Type X41 (1924–1925) und Type X53 (1925–1929) hatten einen Motor gleicher Größe.